# 斯图加特
斯图加特（德語：Stuttgart，發音：[ˈʃtʊtɡaʁt] ⓘ，發音：[ˈʒ̊d̥ua̯ɡ̊ɛʕd̥]；中國大陸譯為斯图加特；台灣譯為司徒加特或司徒加；香港譯為史特加）位于德国西南部的巴登-符腾堡州中部内卡河谷地，靠近黑森林。不仅是该州的州首府，也是斯图加特行政区首府和该州的第一大城市。同时也是该州的政治中心：巴符州议会、州政府，和众多的州政府机关部门均设在这里。由于其在经济、文化和行政方面的重要性，是德国最知名的城市之一。
斯图加特是德国第六大城市兼全国第四大城市联合体（仅次于莱茵-鲁尔、莱茵－美因和柏林-勃兰登堡）。离斯图加特较近的大城市有：北面204公里的法兰克福，东南面220公里的慕尼黑、南面197公里的瑞士蘇黎世和西面150公里的法國斯特拉斯堡。

## 城市组成
斯图加特市本身共有5个城内区，和18个城外区组成，这23个城区又分为149个城市片区：
| 城内区 |
| --- |
| 斯图加特中（10）、斯图加特北（11）、斯图加特东（8）、斯图加特南（7）、斯图加特西（9） |
| 城外区 |
| 巴特坎施塔特（18）、比尔卡赫（3）、博特南（1）、代格洛赫（5）、福伊尔巴赫（8）、黑德尔芬根（4）、默林根（9）、米尔豪森（5）、明斯特（1）、上蒂克海姆（2）、普利宁根（5）、锡伦布赫（3）、施塔姆海姆（2）、下蒂克海姆（8）、法伊英根（12）、旺根（1）、魏利姆多夫（6）、楚芬豪森（11） |

为了加强斯图加特市和周边城镇的联系，该市又和周边的郡（伯布林根郡、埃斯林根郡、格平根郡、路德维希堡郡、雷姆斯-穆爾郡）构建起了斯图加特地区。有3,700 km²，270万人口。由于此地区之大，经济之强使该地区赢得了「斯图加特欧洲大都会地区」的美誉。约270万居民每天穿梭往来于全地区大小城镇之间，异地上学上班早已司空见惯，居民们已经不分斯图加特是市，还是地区了。但在德国政府官方的划分上，巴-符州被划分成了4个州级行政区，斯图加特地区和周边的海尔布龙-弗兰克地区及东符腾堡地区共同构成了面积为11,000平方公里，人口为399万，巴-符州第一大的斯图加特行政区。剩余的3个巴符州级行政区为卡尔斯鲁厄行政区、图宾根行政区及弗莱堡行政区。
斯图加特还有更正教（符腾堡州立更正教会）的主教座堂和天主教罗滕堡-斯图加特教区的2个主教座堂之一。

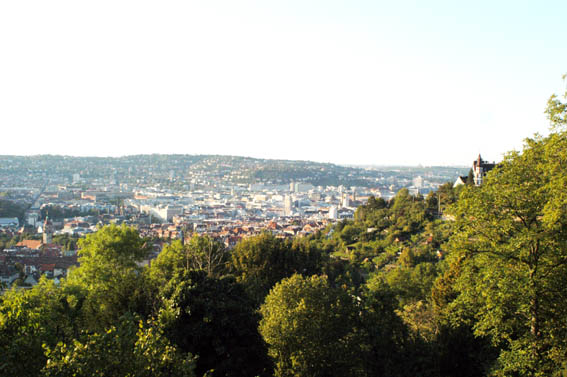
从Weinsteige路看市中心

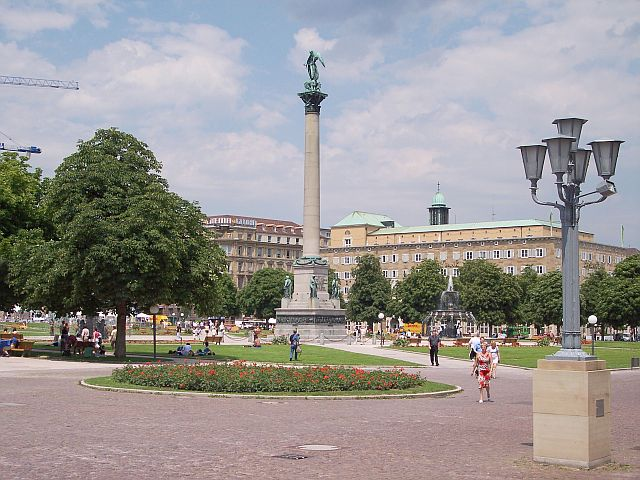
斯图加特王宫广场- 新宫

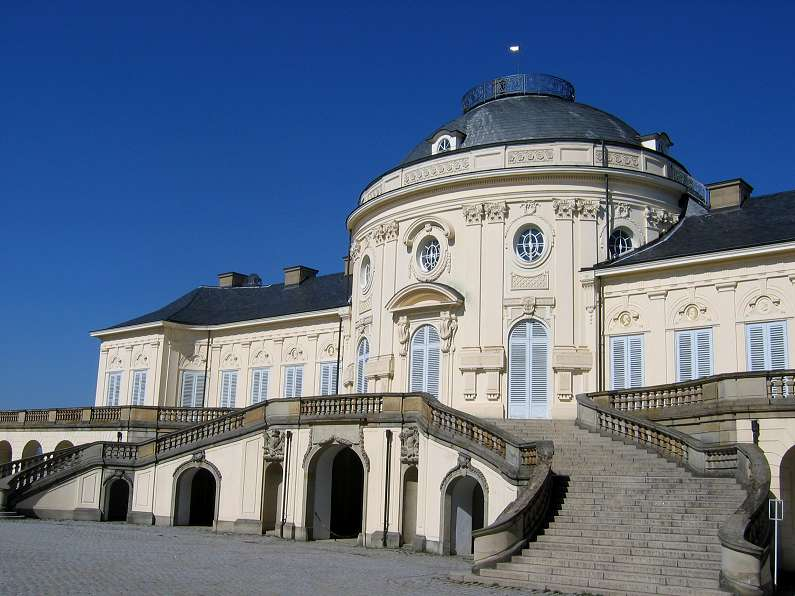
孤独宫殿

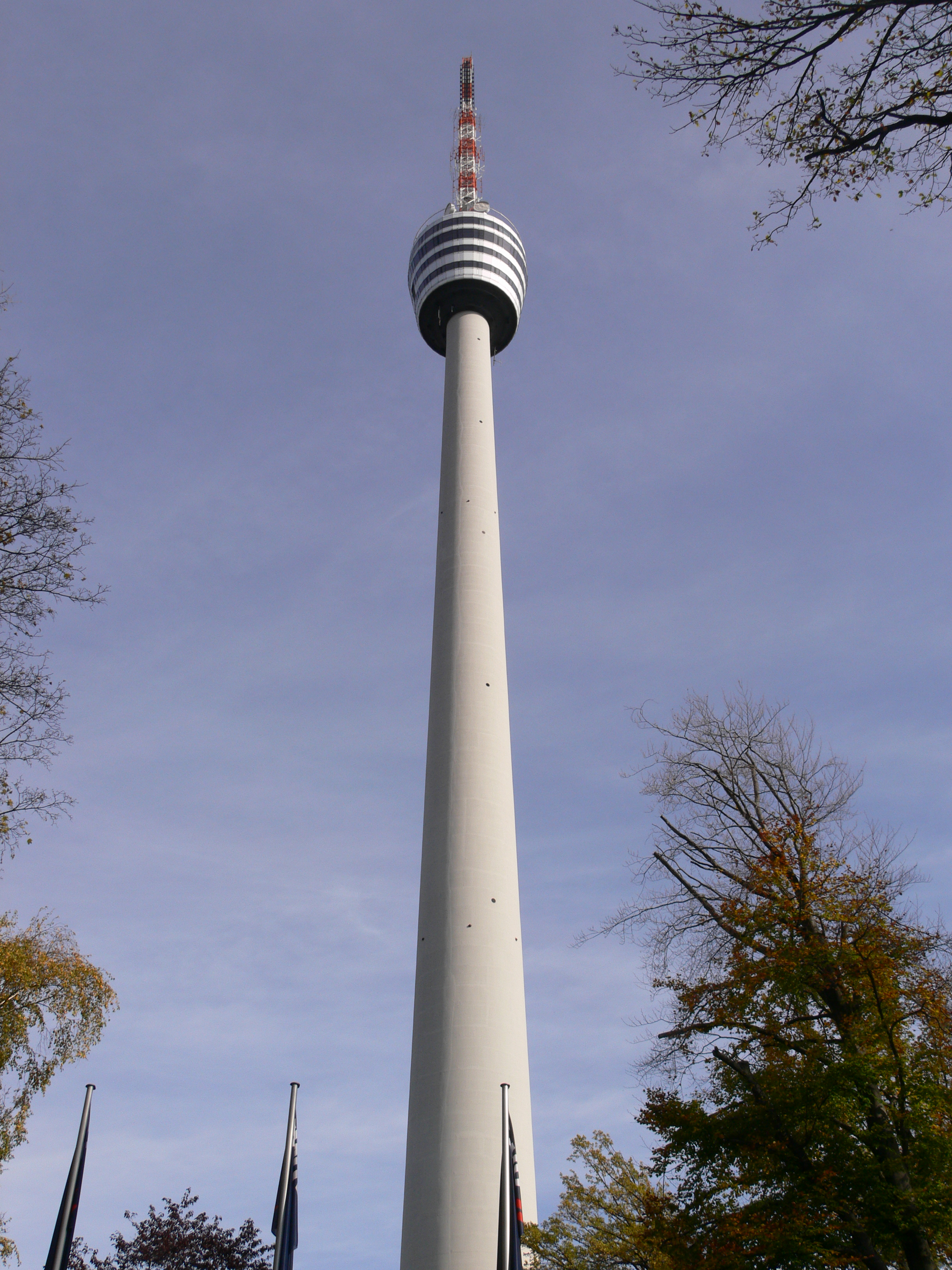
司徒加特電視塔，為世界第一座以鋼筋混凝土建造的電波塔

## 历史
斯图加特的市徽是一隻在金黃色原野躍立的黑色駿馬，该市徽及斯图加特市名也出现在保时捷汽车的徽标上。但其實市徽是假偽的，是因為「斯图加特」這名字是在眾多世紀以來已從（Stutengarten）這字修改過無數次，原本這字在德文粗略地是指「雌馬花園」或「種馬場」。大約950年，神圣罗马皇帝奧托一世的其中一個兒子，士瓦本公爵魯道夫建立了斯图加特，並用作養馬（特別是他父親的騎兵）。之後（大約1300年），斯图加特成為符腾堡伯爵的行宮。在1496年，符腾堡伯爵被神圣罗马帝国皇帝晉升為符腾堡公爵。在拿破崙解散了神圣罗马帝国之後，符腾堡公爵得到了国王的稱號，而斯图加特成為了国王的王宮。
符腾堡王室和巴登-符腾堡州的名字原本是來自斯图加特一座很陡峭，名為符腾堡的山。在山顶上有1824年的卡特琳娜王后（俄国沙皇保罗一世的女儿）和符腾堡国王威廉一世的陵墓。
1848年革命期间，一個實行民主和要求獨立的国会（法兰克福国会）在法兰克福成立，以壓倒德國的分裂情勢。经过长期讨论，议会决定将德国皇帝的称号授予普鲁士国王腓特烈·威廉四世。當民主活動衰弱之際，德國貴族們重新掌握他們未獨立的國土的控制權。最终普鲁士国王拒絕革命的提議。议会成員被逐出法兰克福，而最激進的成員（想要建立共和国的人）逃離到斯图加特。短時間之後，那些議會餘黨建立的「剩餘議會」被符腾堡軍隊解散。
1871年，符腾堡作为自治王国加入普鲁士首相俾斯麦通过几次成功的战争和外交手段缔造的德意志帝国。第一次世界大战后，君主制垮台，成立了符腾堡自由州，作为魏玛共和国的一部分。1920年，斯图加特是德国国民政府（行政已脱离柏林）的所在地。第二次世界大战期间，斯图加特的市中心几乎被空袭完全摧毁。
1945年盟军占领了德国。他们将巴登和符腾堡合并，1952年成立新的民主的巴登-符腾堡州（德国第三大州），首府在斯图加特。
战后，推行马歇尔计划這個支持欧洲经济政治恢复重建的計劃的思想最先是美國國務卿於1946年9月6日在斯图加特歌剧院的一次演講中提出。這言論直接導致英国和美国占领区的統一，並稱為「雙占區」（bi-zone）。2年后，法国也加入雙占區，变成「tri-zone」，並從而為成立德意志联邦共和国建立了基礎。斯图加特和法兰克福都是成为联邦首都有力的竞争者，但最终波恩获胜。
冷战期间，所有在歐洲、非洲和大西洋的美軍的聯合指揮中心都移至斯图加特的美軍歐洲司令部（EUCOM）。EUCOM現今仍設於此。

## 氣候
| 斯圖加特（1981-2010）                                                 | 斯圖加特（1981-2010） | 斯圖加特（1981-2010） | 斯圖加特（1981-2010） | 斯圖加特（1981-2010） | 斯圖加特（1981-2010） | 斯圖加特（1981-2010） | 斯圖加特（1981-2010） | 斯圖加特（1981-2010） | 斯圖加特（1981-2010） | 斯圖加特（1981-2010） | 斯圖加特（1981-2010） | 斯圖加特（1981-2010） | 斯圖加特（1981-2010） |
| 月份                                                                  | 1月                   | 2月                   | 3月                   | 4月                   | 5月                   | 6月                   | 7月                   | 8月                   | 9月                   | 10月                  | 11月                  | 12月                  | 全年                  |
| --------------------------------------------------------------------- | --------------------- | --------------------- | --------------------- | --------------------- | --------------------- | --------------------- | --------------------- | --------------------- | --------------------- | --------------------- | --------------------- | --------------------- | --------------------- |
| 历史最高温 °C（°F）                                                   | 18.1 (64.6)           | 21.0 (69.8)           | 25.6 (78.1)           | 30.8 (87.4)           | 34.5 (94.1)           | 39.5 (103.1)          | 40.8 (105.4)          | 39.7 (103.5)          | 35.6 (96.1)           | 30.8 (87.4)           | 23.3 (73.9)           | 19.5 (67.1)           | 40.9 (105.6)          |
| 平均高温 °C（°F）                                                     | 3.7 (38.7)            | 5.6 (42.1)            | 10.8 (51.4)           | 16.8 (62.2)           | 22.0 (71.6)           | 24.8 (76.6)           | 26.8 (80.2)           | 26.6 (79.9)           | 21.7 (71.1)           | 15.6 (60.1)           | 8.3 (46.9)            | 4.4 (39.9)            | 14.0 (57.2)           |
| 日均气温 °C（°F）                                                     | 0.5 (32.9)            | 2.6 (36.7)            | 6.2 (43.2)            | 12.2 (54.0)           | 16.6 (61.9)           | 19.7 (67.5)           | 21.8 (71.2)           | 21.3 (70.3)           | 16.1 (61.0)           | 11.9 (53.4)           | 5.6 (42.1)            | 1.4 (34.5)            | 11.4 (52.5)           |
| 平均低温 °C（°F）                                                     | −1.5 (29.3)           | 0.5 (32.9)            | 3.6 (38.5)            | 7.8 (46.0)            | 12.2 (54.0)           | 15.3 (59.5)           | 16.8 (62.2)           | 16.6 (61.9)           | 12.8 (55.0)           | 7.9 (46.2)            | 3.0 (37.4)            | 0.6 (33.1)            | 8.0 (46.4)            |
| 历史最低温 °C（°F）                                                   | −25.5 (−13.9)         | −20.3 (−4.5)          | −15.0 (5.0)           | −4.2 (24.4)           | −1.6 (29.1)           | 3.3 (37.9)            | 6.0 (42.8)            | 5.1 (41.2)            | 0.2 (32.4)            | −6.3 (20.7)           | −14.9 (5.2)           | −18.5 (−1.3)          | −25.5 (−13.9)         |
| 平均降水量 mm（）                                                     | 46.2 (1.82)           | 35.5 (1.40)           | 38.6 (1.52)           | 49.6 (1.95)           | 85.7 (3.37)           | 86.8 (3.42)           | 86.1 (3.39)           | 69.1 (2.72)           | 57.1 (2.25)           | 58.8 (2.31)           | 49.8 (1.96)           | 50.4 (1.98)           | 718.7 (28.30)         |
| 月均日照時數                                                          | 79.8                  | 96.4                  | 137.9                 | 177.0                 | 236.5                 | 255.8                 | 272.4                 | 258.1                 | 190.4                 | 144.6                 | 74.1                  | 60.4                  | 1,807.2               |
| 可照百分比                                                            | 29                    | 34                    | 37                    | 43                    | 46                    | 45                    | 48                    | 50                    | 45                    | 37                    | 27                    | 23                    | 40                    |
| 来源：資料取自德國氣象局。註：日照時數為1990年至2012年間的平均數據 。 |                       |                       |                       |                       |                       |                       |                       |                       |                       |                       |                       |                       |                       |

## 经济
斯图加特及其周边以高科技企业而著名，其中代表有戴姆勒（即著名的梅賽德斯-奔馳生產商）、保时捷、羅伯特·博世有限公司、柯达和國際商業機器股份有限公司，这些闻名德国甚至是闻名世界的企业都将这里选为他们的总部所在地。除了这些国际大企业，斯图加特还拥有1500家中小企业。
位列法兰克福之后，斯图加特证券交易所是德国第二大的证交所。巴符州银行也是德国最大的信贷机构之一。斯图加特还拥有全德国第三大赌场。该城市也是著名葡萄酒产区。

## 科學研究
斯图加特地区拥有德国范围内最密集的科学，理论，及调研机构。全德约11%的科研成果均出自这里，由此带来的利润每年达43亿欧元。共有6座夫琅禾费研究所、两座马克思-普朗克研究所、两座大学以及一座媒体学院等（斯图加特大学、霍恩海姆大学及斯图加特媒体学院），和别的科研机构坐落在这里。

## 交通
斯图加特是巴-符州重要的交通枢纽。在斯图城南莱菲德恩-艾希特丁恩拥有一座全州最大的斯图加特机场，自2004年3月该机场的第三航站正式运营，使该机场的客运量增至1千2百万。2003年该机场共运送旅客760万。今年预计会达到830万人次。斯图加特当然也是重要的铁路枢纽。从斯圖加特火車總站出發的旅客可以方便的到达卡尔斯鲁厄、斯特拉斯堡、巴黎方向、曼海姆-科隆方向、乌尔姆-慕尼黑方向、苏黎世-米兰方向、及海尔布隆-纽伦堡方向的任何城市。同时在斯图加特的科恩韦斯特海姆火车站（Kornwestheim HBF）也是重要的列车编组站之一。
两条德国重要的高速公路A8（巴黎-慕尼黑）和A81（苏黎世-维尔茨堡）在斯图加特交汇，构成了斯图重要的对外交通网。同时，一座内陆河港也成为了斯图加特货运的主力。

### 公共交通
斯图加特拥有庞大便利的市内外公共交通网。由德国铁路和地区政府联运的六条通勤火车线路（S-Bahn），连接了整个斯图加特都会区的大小城镇。其市内还共有轻轨线路15条（U-Bahn，包括个别特殊线路）、一条齿轨线路、一条缆车线路和大量公共汽车线路，大部分由斯图加特有轨电车公司独自经营，也有众多私营交通运输公司开辟了新的公共汽车线路。但是，所有的交通运输公司都必须由斯图加特交通和价目联盟（VVS）统一管理，不仅制定统一的车票样式及价格，还提供综合车次查询系统。

## 文化和建筑

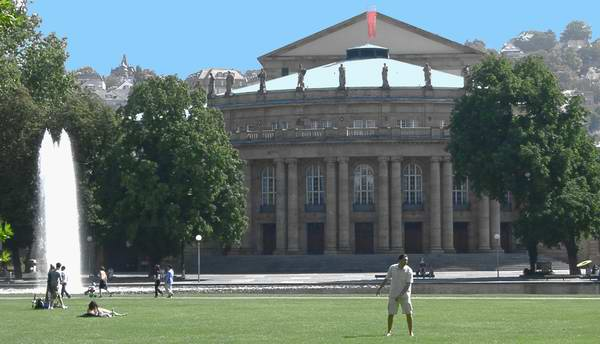
歌剧院

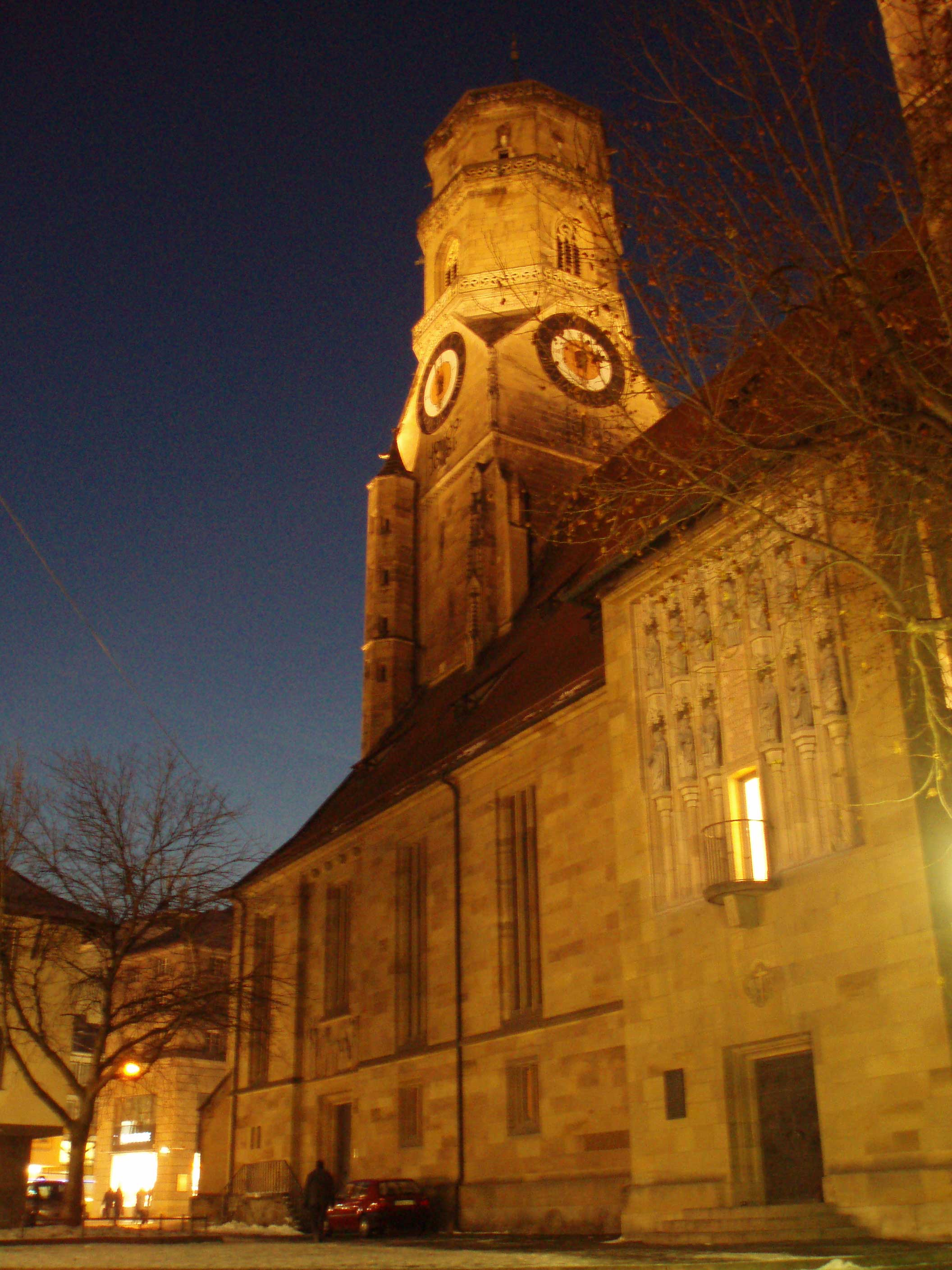
Collegiate教堂

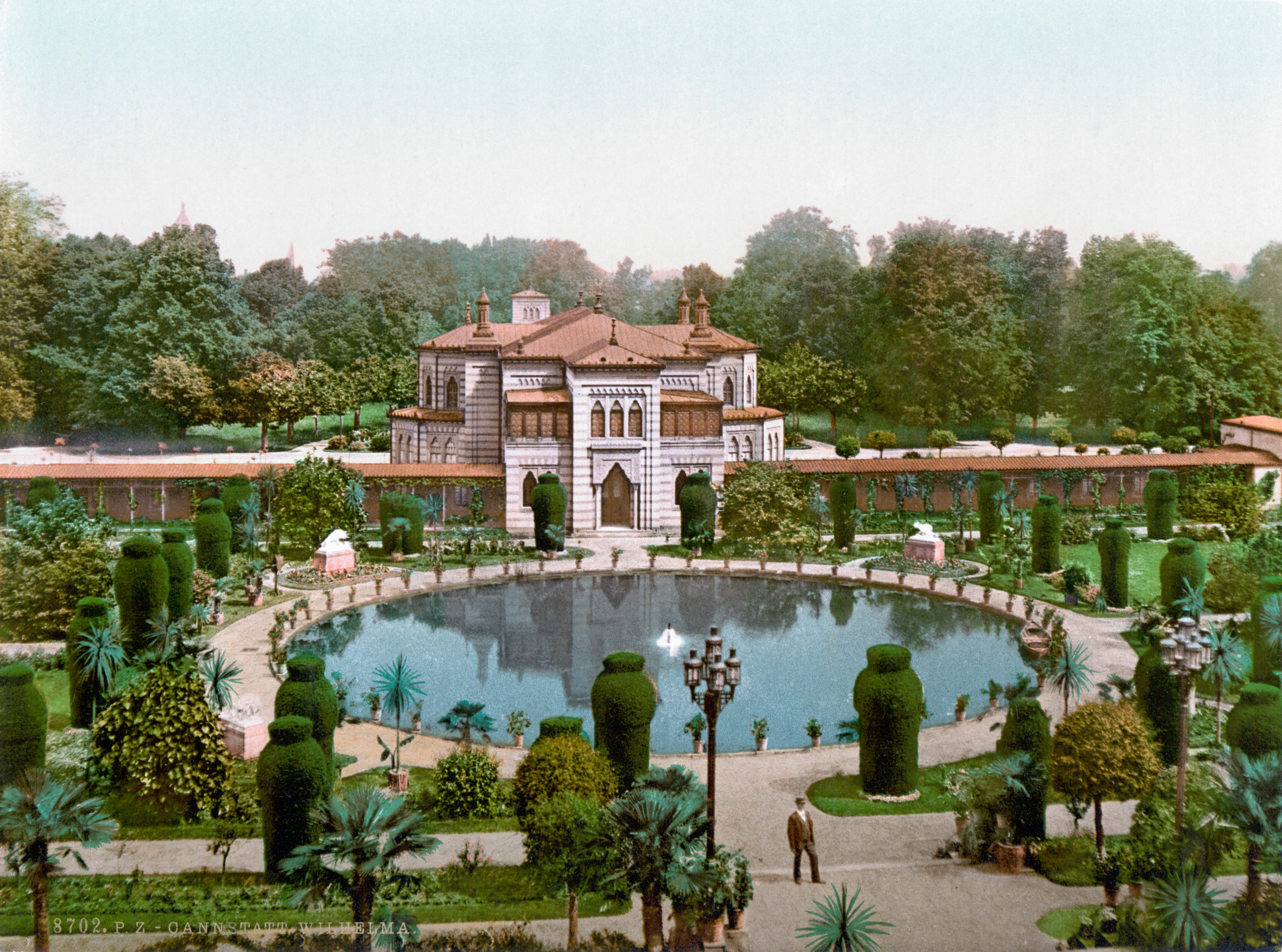
斯图加特动物园和植物园，1900年

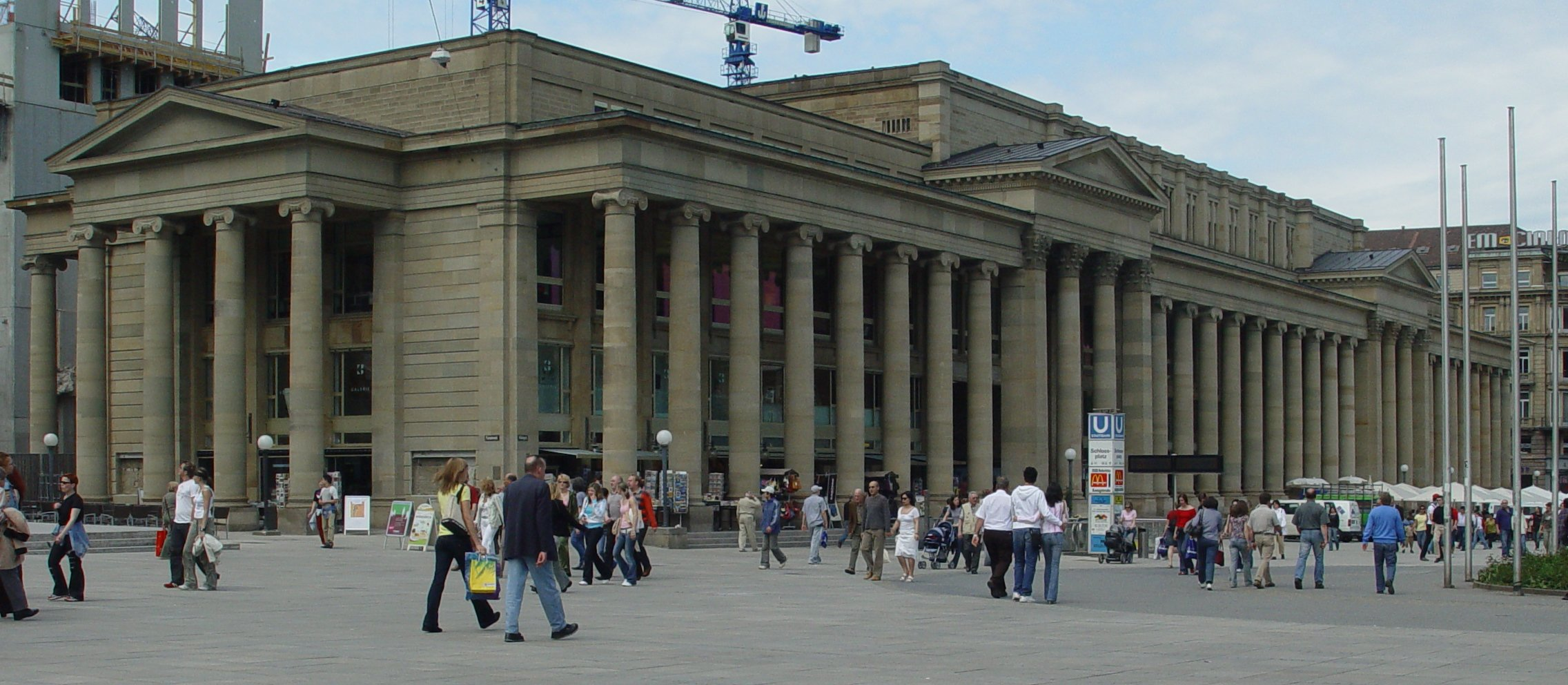
國王大廈

斯图加特的文化生活很有名，特别是斯图加特国家剧院和州立绘画馆（Staatsgalerie）。斯图加特国家剧院包括一个歌剧院和3个小剧院，表演歌剧、芭蕾舞、话剧和音乐会。世界闻名的斯图加特歌剧院赢得声望“Opera of the year”（德国/奥地利/瑞士）5年（1998-2002）。著名的斯图加特芭蕾舞与John Cranko和Marcia Haydée的名字连在一起。该市还有2个百老汇风格音乐剧院－阿波罗和Palladium剧院（各有1800座位）。梅賽德斯-賓士博物館和保时捷博物馆也坐落于斯图加特。
斯图加特的市中心在第二次世界大战中被严重损坏，1950和1960年代城市重建期间，许多历史建筑消失了，如Kronprinzenpalais at Schlossplatz。该市今天缺少历史建筑。该市除重建历史建筑外，还有一些战后的优秀现代建筑。
- 1200 - 1600 协同教堂（Stiftskirche，罗马式/哥特式），战后重建时内部简化；
- 1300 - 1500 老王宫（Altes Schloß，文艺复兴式样），战后重建；
- 1700 - 1800 新王宫（Neues Schloß，巴洛克 / 古典主义），战后重建时内部现代式；
- 1700 - 1800 孤独城堡（巴洛克/ 洛可可风格）；
- 1850 国王大厦（Königsbau，古典主义），战后重建；
- 1910 市场大厅（新艺术运动风格）；
- 1920 斯图加特火车总站（前现代）；
- 1920 国际住宅展建筑群（Weissenhof Estate，包豪斯 / 国际式）；
- 1950 电视塔（世界第一个混凝土结构电视塔）；
- 1980 新州立绘画馆（Neue Staatsgalerie；后现代）；
- 2000 斯图加特机场集散大厦，位于城外，靠近Leinfelden-Echterdingen；
- 2005 斯图加特艺术博物馆（现代主义）。

## 名人
- 黑格尔：哲学家
- 弗里德里希·席勒：诗人
- 戈特利布·戴姆勒：摩托车的发明者
- 卡尔·本茨：汽车的发明者
- 威廉·迈巴赫：发明家，与戈特利布·戴姆勒一起创办梅塞德斯-奔驰
- 罗伯特·博世：发明家，罗伯特·博世有限公司创始人
- 克劳斯·冯·施陶芬贝格：德国抵抗组织成员，720密謀案主导者
- 费迪南德·波尔舍：保时捷汽车公司的创立者
- 特奥多尔·豪斯：战后第一任德国总统
- 里夏德·冯·魏茨泽克：德国总统、柏林市长
- 君特·拜尼施：建筑师
- 于尔根·克林斯曼：足球运动员，拜仁慕尼黑教練
- 罗兰·埃梅里希：导演
- 里夏德·威廉（衛禮賢）：汉学家
- 曼弗雷德·隆美尔（英语：Manfred Rommel）：前斯图加特市長，德國元帥「沙漠之狐」埃爾溫·隆美爾獨子
- 埃里希·哈特曼：戰鬥機飛行員，擊落數是金氏世界記錄—352架
- 袓根·高普：足球運動員、領隊
- 查馬爾·穆斯亞拿：足球運動員

## 友好城市
- 圣海伦斯（英国）1948年
- 加的夫（英国）1955年
- 圣路易斯（美国）1960年
- 斯特拉斯堡（法国）1962年
- 孟买（印度）1968年
- 布尔吉巴营（突尼斯）1971年
- 开罗（埃及）1979年
- 罗兹（波兰）1988年
- 布尔诺（捷克）1989年
- 萨马拉（俄罗斯）1992年
- 南京（中国）1995年